# 浪華悲歌
『浪華悲歌』（なにわえれじい）は、1936年に公開された溝口健二監督の日本映画。 

## 概要
山田五十鈴の産休明け第一作で、全編関西弁の脚本を好演した。戦後、テレビドラマでリメイクされた。
1936年度 第13回キネマ旬報日本映画ベスト・テン3位 

## あらすじ
薬種問屋の電話交換手の村井アヤ子は、横領の疑いをかけられた失業中の父親の借金を返済するため、雇い主の麻居の愛人になることに同意した。贅沢な愛人としての生活を送っていたが、西村に求婚され悩む。そんなときに主人の妻に、妾がいることがバレて、別れさせられ、自由の身となる。
家に帰ったら、兄が大学の学費を払えずに、家に帰っていることを知る。
アヤ子は兄の学費を払うために、自らに色目を使う藤野を呼び寄せて、恋人の西村を夫として現場に踏み込ませて美人局を行い、藤野から金を騙し取ろうとしたが、警察に逮捕される。アヤ子は取調室で、西村が彼女のせいにするのを聞いて絶望する。
アヤ子が家に戻ったとき、家族と西村は彼女から背を向け、アヤ子は家を出ることを余儀なくされた。

## スタッフ
- 監督 - 溝口健二
- 脚本 - 依田義賢
- 原作 - 溝口健二
- 撮影 - 三木稔
- 編集 - 坂根田鶴子[5]
- 人形指導 - 二代目 桐竹紋十郎[1]

。

## キャスト

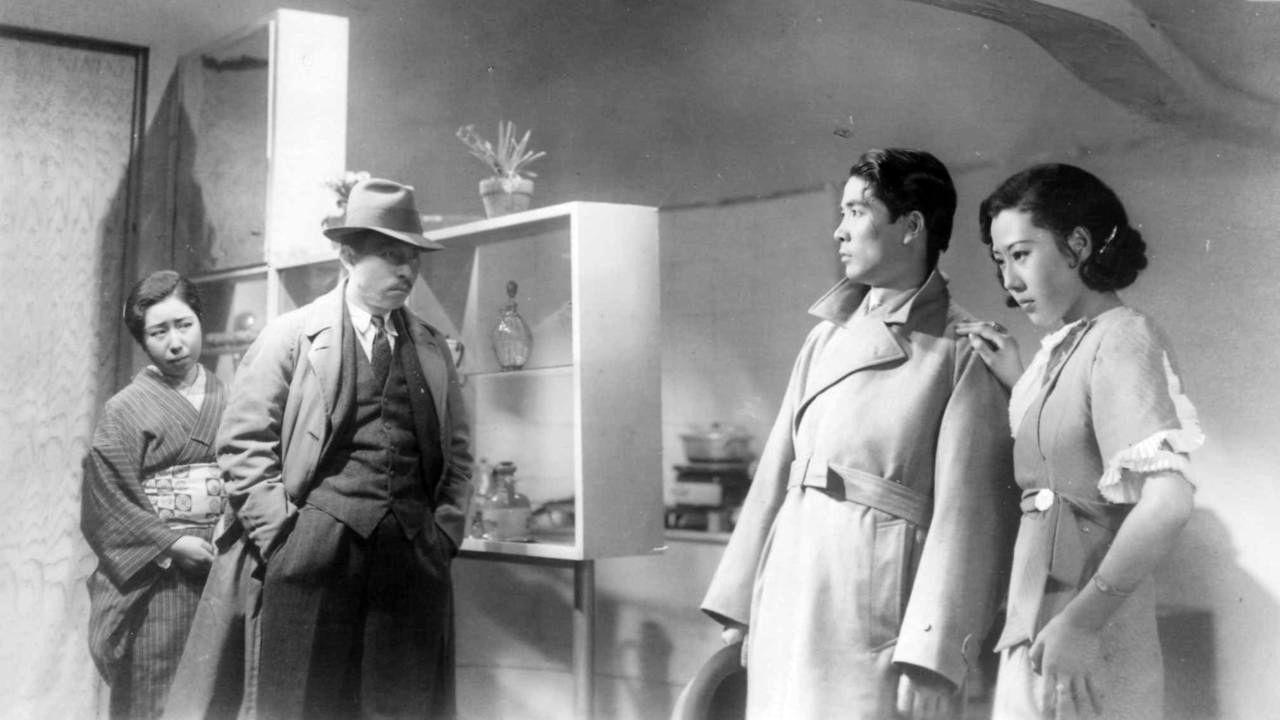
左から滝沢静子、志村喬、原健作、山田五十鈴

- 村井アヤ子 - 電話の交換手：山田五十鈴 [1]
- 麻居すみ子 - 惣之助夫人：梅村蓉子[5]
- 村井幸子 - アヤ子の妹：大倉千代子[5]
- 村井弘 - アヤ子の兄：浅香新八郎[1]
- 麻居惣之助 - 薬種問屋「麻居」の主人：志賀廼家弁慶[5]
- 藤野喜蔵  - 株屋：進藤英太郎[1]
- 横尾雄 - 医師：田村邦男[1]
- 村井準造 - アヤ子の父：竹川誠一[5]
- 西村進 - 「麻居」の店員：原健作[1]
- 峰岸五郎  - 刑事：志村喬[1]
- 横尾さだ子 - 医師夫人：大久保清子[5]
- 福田みね - アパートの小母さん：滝沢静子[5]
- 松下文三郎 - 会社員：橘光造[1]
- ：小泉嘉輔[6][7]

## テレビドラマ
以下の放送日時、テレビ局名、番組名、出演者名は、テレビドラマデータベースに従った。
- 1974年1月16日 21:00 - 21:55、NET『女・その愛のシリーズ』で放送。出演は中村玉緒、清水一郎、佐々木功（ささきいさお）、花沢徳衛、金子信雄、佐々木すみ江。
- 1976年1月31日 20:00 - 21:15、NHK『土曜ドラマ』で放送。出演は十朱幸代、河津清三郎、財津一郎、山田五十鈴、松岡与志雄。